# Associação dos Magistrados Brasileiros
A Associação dos Magistrados Brasileiros (AMB) é uma associação brasileira de magistrados. Congrega 36 associações regionais, sendo 27 de juízes estaduais, sete de trabalhistas e duas de militares. Atualmente é presidida por Frederico Mendes Júnior, que tomou posse em 12 de dezembro de 2022.
Foi fundada em 10 de setembro de 1949.